# Krombia djergiralis
Krombia djergiralis là một loài bướm đêm trong họ Crambidae.